# Unione Sportiva Akragas 1962-1963
Questa pagina raccoglie le informazioni riguardanti l'Unione Sportiva Akragas nelle competizioni ufficiali della stagione 1962-1963.

## Rosa
| N. |                   | Ruolo | Calciatore                 |
| -- | ----------------- | ----- | -------------------------- |
|    | Italia (bandiera) | D     | Alessandro Aldinucci       |
|    | Italia (bandiera) | D     | Giancarlo Ancillotti       |
|    | Italia (bandiera) | C     | Attilio Becchi             |
|    | Italia (bandiera) | A     | Armando Carta              |
|    | Italia (bandiera) | A     | Giovanni Costariol         |
|    | Italia (bandiera) | A     | Franco Salvatore Di Pietro |
|    | Italia (bandiera) | C     | Leonardo Gambini           |
|    | Italia (bandiera) | A     | Benito Filippazzo          |
|    | Italia (bandiera) | C     | Roberto Mariotti           |

| N. |                   | Ruolo | Calciatore        |
| -- | ----------------- | ----- | ----------------- |
|    | Italia (bandiera) | D     | Simone Marsili    |
|    | Italia (bandiera) | C     | Loris Mora        |
|    | Italia (bandiera) | A     | Oreste Morreale   |
|    | Italia (bandiera) | A     | Pasquale Mupo     |
|    | Italia (bandiera) | D     | Giorgio Regis     |
|    | Italia (bandiera) | C     | Mario Rossi       |
|    | Italia (bandiera) | P     | Amarino Valentini |
|    | Italia (bandiera) | P     | Gino Zappetti     |